# Brevicornu luteum
Brevicornu luteum är en tvåvingeart som först beskrevs av Landrock 1925.  Brevicornu luteum ingår i släktet Brevicornu och familjen svampmyggor. Arten har ej påträffats i Sverige. Inga underarter finns listade i Catalogue of Life.